# Copa grega de waterpolo masculina
La Copa grega de waterpolo masculina (oficialment en grec: Κύπελλο Ελλάδος υδατοσφαίρισης ανδρών) és una competició esportiva de clubs grecs de waterpolo masculí, creada la temporada 1952-53. De caràcter anual, és organitzada per la Federació Grega de Natació. La competició no es disputà entre 1959 i 1983 i no se celebrà la temporada 1993-94. A partir de l'any 1999 el torneig es disputa en format en final a quatre. El dominador de la competició és l'Olympiakos amb vint-i-sis títols

## Historial
| En negreta = Equip guanyador (1) = Nombre de títols (pro.) = Prórroga (p.) = Penals Nota: Noms dels equips segons l'època |

| Edició                             | Temporada | Campió          | Resultat                                               | Finalista                                              | Seu                  |
| ---------------------------------- | --------- | --------------- | ------------------------------------------------------ | ------------------------------------------------------ | -------------------- |
| I                                  | 1952–53   | Ethnikos (1)    | 5–4 (pro.)                                             | Olympiakos                                             | Atenes               |
| II                                 | 1953–54   | Ethnikos (2)    | 12–0                                                   | Olympiakos                                             | Atenes               |
| III                                | 1954–55   | Ethnikos (3)    | 1–0                                                    | Aris Salònica                                          | Atenes               |
| IV                                 | 1955–56   | Ethnikos (4)    | Es va celebrar en grup amb la participació de 4 equips | Es va celebrar en grup amb la participació de 4 equips | Atenes               |
| V                                  | 1956–57   | Ethnikos (5)    | 6–4 (pro.)                                             | Olympiakos                                             | Atenes               |
| VI                                 | 1957–58   | Ethnikos (6)    | 5–2                                                    | NO Patras                                              | Atenes               |
| no es disputà entre 1959 i 1983    |           |                 |                                                        |                                                        |                      |
| VII                                | 1983–84   | Ethnikos (7)    | 8–5                                                    | ANO Glyfada                                            | Atenes               |
| VIII                               | 1984–85   | Ethnikos (8)    | 8–7                                                    | Aris Salònica                                          | Atenes               |
| IX                                 | 1985–86   | ANO Glyfada (1) | 5–4                                                    | NO Vouliagmeni                                         | El Pireu             |
| X                                  | 1986–87   | ANO Glyfada (2) | 10–7                                                   | NO Vouliagmeni                                         | Atenes               |
| XI                                 | 1987–88   | Ethnikos (9)    | 8–6                                                    | NO Vouliagmeni                                         | Atenes               |
| XII                                | 1988–89   | ANO Glyfada (3) | 10–8                                                   | NO Vouliagmeni                                         | Atenes               |
| XIII                               | 1989–90   | NO Chios (1     | 8–5                                                    | ANO Glyfada                                            | Atenes               |
| XIV                                | 1990–91   | Ethnikos (10)   | 10–7                                                   | ANO Glyfada                                            | Marussi, Atenes      |
| XV                                 | 1991–92   | Olympiakos (1)  | 9–8                                                    | NO Patras                                              | Marussi, Atenes      |
| XVI                                | 1992–93   | Olympiakos (2)  | 8–4                                                    | ANO Glyfada                                            | Marussi, Atenes      |
| no es disputà la temporada 1993-94 |           |                 |                                                        |                                                        |                      |
| XVII                               | 1994–95   | NO Patras       | 13–12                                                  | NO Vouliagmeni                                         | Marussi, Atenes      |
| XVIII                              | 1995–96   | NO Vouliagmeni  | 11–8                                                   | NO Patras                                              | Marussi, Atenes      |
| XIX                                | 1996–97   | Olympiakos      | 9–8                                                    | NO Patras                                              | Marussi, Atenes      |
| XX                                 | 1997–98   | Olympiakos      | 10–8                                                   | NO Patras                                              | Marussi, Atenes      |
| XXI                                | 1998–99   | NO Vouliagmeni  | 8–7                                                    | Olympiakos                                             | Corfú                |
| XXII                               | 1999–00   | Ethnikos        | 12–11                                                  | Olympiakos                                             | Níkea, El Pireu      |
| XXIII                              | 2000–01   | Olympiakos      | 9–7                                                    | NO Vouliagmeni                                         | Patres               |
| XXIV                               | 2001–02   | Olympiakos      | 10–9                                                   | NO Vouliagmeni                                         | Volos                |
| XXV                                | 2002–03   | Olympiakos      | 14–5                                                   | NO Chania                                              | Quios                |
| XXVI                               | 2003–04   | Olympiakos      | 6–5                                                    | NO Vouliagmeni                                         | Marussi, Atenes      |
| XXVII                              | 2004–05   | Ethnikos        | 12–8                                                   | NO Patras                                              | Tessalònica          |
| XXVIII                             | 2005–06   | Olympiakos      | 16–5                                                   | Panionios                                              | Arta                 |
| XXIX                               | 2006–07   | Olympiakos      | 11–5                                                   | Ethnikos                                               | Calamata             |
| XXX                                | 2007–08   | Olympiakos      | 10–4                                                   | Panionios                                              | Trípoli              |
| XXXI                               | 2008–09   | Olympiakos      | 9–6                                                    | Panionios                                              | Ptolemaida           |
| XXXII                              | 2009–10   | Olympiakos      | 7–6                                                    | Panionios                                              | Hermúpolis           |
| XXXIII                             | 2010–11   | Olympiakos      | 10−8                                                   | Panionios                                              | Kàlimnos             |
| XXXIV                              | 2011–12   | NO Vouliagmeni  | 6−4                                                    | NO Chios                                               | Argostoli            |
| XXXV                               | 2012–13   | Olympiakos      | 6−5                                                    | NO Vouliagmeni                                         | Làmia                |
| XXXVI                              | 2013–14   | Olympiakos      | 11−10                                                  | NO Vouliagmeni                                         | Paleo Faliro, Atenes |
| XXXVII                             | 2014–15   | Olympiakos      | 18−10                                                  | Panathinaikos                                          | Karpenisi            |
| XXXVIII                            | 2015–16   | Olympiakos      | 12−5                                                   | NO Vouliagmeni                                         | Vouliagmeni, Atenes  |
| XXXIX                              | 2016–17   | NO Vouliagmeni  | 8−7                                                    | Olympiakos                                             | Karpenisi            |
| XL                                 | 2017–18   | Olympiakos      | 14−8                                                   | ANO Glyfada                                            | Quios                |
| XLI                                | 2018–19   | Olympiakos      | 6−4                                                    | NO Vouliagmeni                                         | Karpenisi            |
| XLII                               | 2019–20   | Olympiakos      | 18−6                                                   | Ethnikos                                               | Quios                |
| XLIII                              | 2020–21   | Olympiakos      | 20−4                                                   | AEK Atenes                                             | Vouliagmeni, Atenes  |
| XLIV                               | 2021–22   | Olympiakos      | 9−8                                                    | NO Vouliagmeni                                         | Làrissa              |
| XLV                                | 2022–23   | Olympiakos      | 14−4                                                   | Panathinaikos                                          | Patres               |
| XLVI                               | 2023–24   | Olympiakos      | 16−8                                                   | Apollon Smyrnis (Atenes)                               | Vouliagmeni, Atenes  |
| XLVII                              | 2024–25   | Olympiakos      | 16−8                                                   | Panathinaikos                                          | Volos                |

## Palmarès
| Club                     | Guanyador | Finalista | Temporades |
| ------------------------ | --------- | --------- | --- |
| Olympiakos Pireu         | 26        | 6         | 1992, 1993, 1997, 1998, 2001, 2002, 2003, 2004, 2006, 2007, 2008, 2009, 2010, 2011, 2013, 2014, 2015, 2016, 2018, 2019, 2020, 2021, 2022, 2023, 2024, 2025 |
| Ethnikos Pireu           | 12        | 2         | 1953, 1954, 1955, 1956, 1957, 1958, 1984, 1985, 1988, 1991, 2000, 2005                                                                                     |
| NO Vouliagmeni           | 4         | 13        | 1996, 1999, 2012, 2017 |
| ANO Glyfada              | 3         | 5         | 1986, 1987, 1989 |
| NO Patras                | 1         | 6         | 1995 |
| NO Chios                 | 1         | 1         | 1990 |
| Panionios                | –         | 5         | - |
| Panathinaikos            | –         | 3         | - |
| Aris Salònica            | –         | 2         | - |
| Panathinaikos            | –         | 3         | - |
| NO Chania                | –         | 1         | - |
| AEK Atenes               | –         | 1         | - |
| Apollon Smyrnis (Atenes) | –         | 1         | - |

## Llista de MVP de la Final
| Año  | MVP                      | Equipo         |
| ---- | ------------------------ | -------------- |
| 1999 | Giorgos Afroudakis       | NO Vouliagmeni |
| 2000 | Thodoris Kalakonas       | Ethnikos Pireu |
| 2001 | Thodoris Hatzitheodorou  | Olympiakos     |
| 2002 | Thodoris Hatzitheodorou  | Olympiakos     |
| 2003 | Nicos Doulas             | NO Chios       |
| 2005 | Dimitris Mazis           | Ethnikos Pireu |
| 2006 | Thodoris Hatzitheodorou  | Olympiakos     |
| 2007 | Giorgos Doskas           | Olympiakos     |
| 2008 | Slobodan Nikić           | Olympiakos     |
| 2009 | Slobodan Nikić           | Olympiakos     |
| 2010 | Thodoris Hatzitheodorou  | Olympiakos     |
| 2011 | Yannis Fountoulis        | Olympiakos     |
| 2012 | Christos Afroudakis      | NO Vouliagmeni |
| 2013 | Yannis Fountoulis        | Olympiakos     |
| 2014 | Costas Mourikis          | Olympiakos     |
| 2015 | Manolis Mylonakis        | Olympiakos     |
| 2016 | Angelos Vlachopoulos     | Olympiakos     |
| 2017 | Manos Zerdevas           | NO Vouliagmeni |
| 2018 | Yannis Fountoulis        | Olympiakos     |
| 2019 | Alexandros Gounas        | Olympiakos     |
| 2020 | Maro Joković             | Olympiakos     |
| 2021 | Dinos Genidounias        | Olympiakos     |
| 2022 | Manos Zerdevas           | Olympiakos     |
| 2023 | Dinos Genidounias        | Olympiakos     |
| 2024 | Alexandros Papanastasiou | Olympiakos     |
| 2025 | Dinos Genidounias        | Olympiakos     |